# Амтмадюр
Амтмадюр (исл. Amtmaður, исландское произношение: [ˈamtˌmaðʏr̥]; мн. ч. Amtmann, исландское произношение: [ˈamtˌmanː]) — государственный чиновник в Исландии в 1684—1904 годах, являвшийся представителем Дании в каждом исландском амте.
Амтмадюр надзирал за осуществление государственной власти на находящимся под датским господством острове и действовал как промежуточное звено между властью короля и властью сислюменов, как представителей местного самоуправления. Амтмадюр не только следил за исполнением датских законов, но и выполнял надзор над низшими королевскими чиновниками в Исландии. С 1684 по 1872 год исландские амтмены подчинялись стифтамтменам Исландии (зачастую проживавшим в Дании и никогда не бывавшим на острове), с 1873 по 1904 — губернатору Исландии. Должность амтмадюра была упразднена в 1904 году, когда исландцы получили самоуправление.
В 1684—1770 годах, когда Исландия была одним амтом в Королевстве Дания на острове был всего один амтмадюр, имевший звание амтмадюра Исландии и де-факто являвшийся правителем Исландии. Когда в 1771 году Исландия была разделена на два амта — Северо-Восточный и Юго-Западный, то появилось два амтманна. После разделения в 1787 году двух исландских амтов на Северный, Восточный, Южный и Западный, в Исландии вплоть до 1872 года де-юре было четыре амтманна, но фактически вплоть до 1820 года чаще всего было только два или три амтманна (один управлял Северным и Восточным амтом, другой управлял Западным, а стифтамтмадюр Исландии иногда отвечал также за Южный амт, вместо соответствующего амтмадюра). Затем, после появления должности губернатора и объединения амтов, с 1873 по 1904 год было 2 амтманна.

## Амтмены Исландии
С 1684 по 1770 год в Исландии был только один амтмадюр:
- Кристиан Мюллер[исл.] (1688—1718)
- Нильс Фурманн[исл.] (1718—1733)
- Йоаким Хенриксен Лафрентц[исл.] (1733—1744)
- Йохан Кристиан Пингель[исл.] (1744—1752)
- Магнус Гисласон[исл.] (1752—1766)
- Оулавюр Стефенсен[исл.] (1766—1770)

## Амтмены Северного и Восточного амта
Амтмены Северного и Восточного амта в 1770 по 1904 год:
- Оулавюр Стефенсен[исл.] (1770—1783)
- Стефаун Тоураринссон[исл.] (1783—1824)
- Гримюр Йоунссон[исл.] (1824—1833)
- Бьярни Тораренсен[исл.] (1833—1841)
- Гримюр Йоунссон[исл.] (1841—1850)
- Пьетюр Хавстен[исл.] (1850—1871)
- Кристьяун Кристьяунссон[исл.] (1871—1881)
- Юлиус Хавстен[исл.] (1881—1894)
- Паудль Брием (1894—1904)

## Амтмены Юго-Западного амта
После образования в 1771 году Юго-Западного амта, его амтменнами были:
- Лауритц Андреас Тодаль[исл.] (1770—1785)
- Ханс Кристоф фон Леветцоф[исл.] (1785—1787)

В 1787 амт был разделен на Южный и Западный амты, которые в 1872 году были снова объединены в Юго-Западный амт, амтменны которого:
- Бергур Торберг[исл.] (1872—1883)
- Магнус Стефенсен[исл.] (1883—1886)
- Теодор Йоханссен[исл.] (1886—1891)
- Кристьяун Йоунссон (1891—1894)
- Юлиус Хавстен[исл.] (1894—1904)

### Амтмены Южного амта
Амтмены Южного амта 1787 по 1872 год:
- Ханс Кристоф фон Леветцоф[исл.] (1787—1790)
- Томас Мелдаль[исл.] (1790—1791)
- Оулавюр Стефенсен[исл.] (1791—1806)
- Фредерик Кристофер Трампе[исл.]* (1806—1810)
- Йохан Карл фон Кастенсхиольд[исл.] (1810—1819)
- Эхренрейх Мольтке[исл.] (1819—1824)
- Петер Фьелстед Хоппе[исл.] (1824—1829)
- Лореннц Ангел Крьегер[исл.] (1829—1837)
- Карл Эмиль Багденфлет[исл.] (1837—1841)
- Торкиль Абрахам Хоппе[исл.] (1841—1847)
- Маттиас Ханс Росенёрн[исл.] (1847—1850)
- Йёрген Дитлев Трампе[исл.] (1850—1860)
- Тоурдюр Йохансен[исл.] (1860—1865)
- Хильмар Финсен[исл.] (1865—1872)

### Амтмены Западного амта
Амтмены Западного амта 1787 по 1872 год:
- Оулавюр Стефенсен[исл.] (1787—1793)
- Йоаким Кр. Вибе[исл.] (1793—1802)
- Людвиг Эриксен[исл.] (1802—1804)
- Фредерик Кристофер Трампе (1804—1806)
- Стефан Стефенссен[исл.] (1806—1821)
- Бьярни Торстейнссон[исл.] (1821—1849)
- Пауль Мельстед[исл.] (1849—1861)
- Боги Тораренсен[исл.] (1861—1865)
- Бергюр Торберг[исл.] (1865—1872)